# The Hooded Man
The Hooded Man (en español: El hombre encapuchado), o The Man on the Box (en español: El hombre sobre la caja), es una imagen que muestra a un prisionero en la prisión de Abu Ghraib con cables atados a sus dedos, de pie sobre una caja con la cabeza cubierta. La foto se ha considerado un icono de la guerra de Irak, «la imagen definitoria del escándalo», y «símbolo de la tortura en Abu Ghraib». La imagen fue publicada en la portada del número del 8 de mayo de 2004 de The Economist, la foto de apertura de The New Yorker el 10 de mayo de 2004, y el 11 de marzo de 2006 en la primera sección de The New York Times en la esquina superior izquierda.
Inicialmente se informó que el hombre de la foto era Ali Shallal al-Qaisi pero la revista en línea Salon.com luego planteó dudas sobre su identidad. Más tarde se informó que, aunque al-Qaisi fue fotografiado en una posición similar, el verdadero hombre encapuchado en la imagen era Abdou Hussain Saad Faleh, apodado Gilligan.

## Sujeto
El hombre que aparece bajo la capucha en la famosa foto fue reportado inicialmente como Ali Shallal al-Qaysi. Ali estuvo detenido en Abu Ghraib durante varios meses entre 2003 y 2004, donde fue torturado por las fuerzas estadounidenses. Ali fue liberado más tarde «en una carretera alejada de Abu Ghraib» sin ser acusado de ningún delito. En su descripción de la escena fotografiada, Shallal al-Qaisi afirma que estaba de pie sobre una caja rígida e «irrompible» mientras recibía descargas eléctricas a través de los cables atados a sus manos. «Recuerdo que me mordí la lengua, sentí que los ojos se me iban a salir. Empecé a sangrar por debajo de la máscara y me caí», añade Shallal al-Qaisi. Dijo que recientemente le habían dado una manta después de haber permanecido desnudo durante días.
La identidad del hombre encapuchado fue puesta en duda más tarde por la revista digital Salon.com tras «un examen de 280 fotografías de Abu Ghraib que había estado estudiando durante semanas y en una entrevista con un funcionario del Comando de Investigación Criminal del Ejército». Tras la puesta en duda, The New York Times declaró que investigaría el caso. Finalmente, The New York Times informó que «Qaissi reconoció que no es el hombre de la fotografía específica», aunque Qaissi y sus abogados dicen que mientras le aplicaban descargas eléctricas, fue fotografiado en una posición similar. Durante una conversación telefónica con el New York Times, Al Qaisi dijo: «Sé una cosa. Me puse esa manta, me paré sobre esa caja, me conectaron cables y me electrocutaron». Más tarde se informó que la verdadera identidad del hombre encapuchado era Abdou Hussain Saad Faleh, apodado «Gilligan». El hombre no fue reconocido por los líderes tribales ni por el gerente de una fábrica de ladrillos ubicada en la dirección indicada en los registros de la prisión. Se observó que los detenidos a menudo adoptan identidades falsas durante su detención.

## Recepción
La fotografía, junto con otras que mostraban el abuso, fue revelada por primera vez al público en el programa 60 Minutes II de CBS el 28 de abril de 2004. Más tarde apareció con las palabras Resign, Rumsfeld («Renuncie, Rumsfeld») en la portada de la revista británica The Economist el 8 de mayo de 2004, y como la foto de apertura del muy citado ensayo de Seymour Hersh sobre el escándalo el 10 de mayo en The New Yorker. También apareció en la portada del New York Times el 11 de marzo de 2006. Una representación ilustrada de la fotografía fue publicada en la portada de The Nation el 26 de diciembre de 2005 con el título The Torture Complex («El complejo de tortura»). El 12 de junio de 2005, la revista del New York Times publicó otra reproducción con el título What We Don't Talk About When We Talk About Torture («De qué no hablamos cuando hablamos de tortura»).
La reproducción frecuente no fue la única razón detrás del ascenso de The Hooded Man a un estatus icónico, sino que ocurrió también debido a las diversas formas en que los creadores de imágenes lo han utilizado en diferentes «géneros, medios y ubicaciones». La imagen ha servido como modelo para portadas de revistas y caricaturas editoriales, ha aparecido en murales, carteles públicos y esculturas, se ha reproducido en Lego y se ha incorporado a montajes y pinturas.
W. J. T. Mitchell analizó las fotografías de Abu Ghraib en su libro Cloning Terror: the War of Images 9/11 to the Present. Según se informa, The Hooded Man es una de las tres imágenes icónicas de un conjunto más grande de fotos filtradas de Abu Ghraib, siendo las otras dos Pyramid of Bodies («Pirámide de cuerpos») y Prisoner on a Leash («Prisionero con correa»).
Una década después de la publicación de las fotos del hombre encapuchado, Abu Ghraib y la guerra contra el terrorismo han sido objeto de numerosas publicaciones. Ha inspirado numerosas adaptaciones en diferentes medios y géneros, e importantes obras literarias han profundizado en el análisis de la fotografía, sus adaptaciones y su significado político.
El álbum Virgins de 2013 del músico ambient Tim Hecker presenta una carátula que alude a la foto. El álbum también contiene una canción titulada «Incense at Abu Ghraib».

## Casos de tortura similares
El periódico alemán Der Spiegel concluyó que muchos prisioneros fueron torturados y fotografiados de la misma manera que el hombre encapuchado. Según los expertos, esta forma de tortura ha sido utilizada por la CIA durante años. El testimonio jurado de la especialista Sabrina Harman de la 372.ª Compañía de Policía Militar afirma que al menos un prisionero fue torturado con sus «dedos de las manos y de los pies y el pene [...] unidos a cables», mientras que el icónico hombre encapuchado tiene cables unidos sólo a sus dedos. Los investigadores estadounidenses afirman que había otros prisioneros, incluido Satar Jabir, que afirmaban ser el hombre encapuchado y que habían experimentado el mismo método de tortura. En su entrevista con Der Spiegel, Ali Shallal al-Qaysi nombró a otras dos personas – Shahin, apodado «Joker» por los soldados estadounidenses, y un hombre llamado Saddam al-Rawi – que sufrieron la misma forma de tortura.

## En la cultura popular
Una imagen casi idéntica aparece brevemente en la película distópica de 2006 Children of Men, en una escena en la que las fuerzas de seguridad británicas arrestan a sospechosos.